# وهيل
وهيل هي قرية في مقاطعة ميانة، إيران. عدد سكان هذه القرية هو 13 في سنة 2006.